# Сальвадори, Томмазо
Граф Томмазо Сальвадори (итал. Tommaso Salvadori, 1835—1923) — итальянский врач, педагог и орнитолог.
Томмазо Сальвадори был сыном итальянского графа Луиджи Сальвадори. Он изучал медицину в Риме и Пизе, а после окончания учёбы принял участие в 1860 году во второй экспедиции Джузеппе Гарибальди на Сицилию. Он был военным врачом в батальоне Гарибальди.
Затем он поехал в Турин и посвятил себя орнитологии. С 1863 по 1879 годы он работал ассистентом в Зоологическом музее Туринского университета. С 1879 года и до своей смерти в 1923 году он был заместителем директора музея. При участии Сальвадори музей приобрёл одну из самых важных орнитологических коллекций Италии.
Сальвадори был специалистом по птичьей фауне Азии. В 1874 году был опубликован «Catalogo Sistimatica Degli Uccelli di Borneo», а в 1880 году — «Ornitologia della Papuasia e delle Molucche». С 1890 по 1891 он работал с каталогами птиц в Музее естествознания в Лондоне.
На счету Сальвадори — более 340 научных работ. Он считается один из наиболее выдающихся орнитологов Италии.
Многие виды животных названы в честь учёного, например, варан Сальвадори (Varanus salvadorii), дятловый попугайчик Сальвадори (Micropsitta keiensis), карликовый попугай Сальвадори (Psittaculirostris salvadorii), козодой Сальвадори (Caprimulgus pulchellus) и др.

## Труды (выборочно)
- 1869: Monografia del Gener Ceyx Lacépède, Atti della R. Accademia delle Scienze.
- 1871: Nuove specie di uccelli dei generi Criniger, Picus ed Homoptila Nov. Gen. Atti della R. Accademia delle Scienze.
- 1872, mit O. Antinori: Intorno al Cypselus horus, Atti della R. Accademia delle Scienze.
- 1872, mit O. Antinori: Intorno ad un nuovo genere di Saxicola Torino (1872), Atti della R. Accademia delle Scienze.
- 1873, mit O. Antinori: Nuova specie del Genere Hyphantornis, Atti della R. Accademia delle Scienze.
- 1879: Di alcune specie del Genere Porphyrio Briss. Atti della R. Accademia delle Scienze.
- 1879: Ornitologia della Papuasia e delle Molucche, Atti della R. Accademia delle Scienze.
- 1880: Osservazioni intorno ad alcune specie del Genere Collocalia G.R. Gr., Atti della R. Accademia delle Scienze.
- 1889: Collezioni ornitologiche fatte nelle isole del Capo Verde da Leonardo Fea, Annali Museo Civico di Storia Naturale di Genova (2) 20: 1-32.
- 1891: Catalogue of the Psittaci, or parrots, in the collection of the British museum (London).
- 1893: Catalogue of the Columbae, or pigeons, in the collection of the British museum (London).
- 1895: Catalogue of the Chenomorphae (Palamedeae, Phoenicopteri, Anseres) Crypturi and Ratitae in the collection of the British Museum (London).
- 1901: Due nuove specie di Uccelli dell' Isola di S. Thomé e dell’Isola del Principe raccolte dal sig. Leonardo Fea. Bolletino della Società dei Musei di Zoologia ed Anatomia comparata della R. Università di Torino.
- 1901: Uccelli della Guinea Portoghese raccolti da Leonardo Fea, Annali del Museo Civico di Storia Naturale di Genova
- 1903: Caratteri di due nuove specie di Uccelli di Fernando Po, Bolletino della Società dei Musei di Zoologia ed Anatomia comparata della R. Università di Torino.
- 1903: Contribuzioni alla ornitologia delle Isole del Golfo di Guinea, Memorie della Reale Academia delle Scienze di Torino, série II, tome LIII.